# Paul Gulikers
Paul Gulikers (Susteren, 7 mei 1912 – Sittard, 4 juni 1975) was een Nederlandse verzetsstrijder.

## Levensloop
Gulikers  werkte bij de mijnpolitie. Hij raakte vrij snel na de Duitse bezetting betrokken bij de verzetsgroep van Harrie Tobben uit Heerlen. Deze hielp geallieerde vliegers naar Engeland ontkomen. Tobben en Gulikers zaten achter de liquidatie van Wilhelm Hetterscheid, de NSB-burgemeester van Baexem. Zij vreesden dat Hetterscheid weet had van Tobbens verzetsachtergrond. Tobben zat ondergedoken in het naburige dorp Roggel. Op de avond van 29 maart 1943 belden zij aan bij de burgemeester en schoten hem door het hoofd.
Elders in het land was de Duitse politiefunctionaris Joseph Schreieder erin geslaagd de zendcode van een geheim agent in handen te krijgen. Dit was het begin van het Englandspiel. Daarmee onderhielden de Duitsers contact met de Engelsen die dachten dat zij met de door hun gedropte geheime agenten contact hadden. Zij zonden nieuwe agenten die na aankomst direct gevangen genomen werden. De Duitsers onderhielden vervolgens ook in hun naam het contact met Engeland. SD-infiltranten slaagden er in verschillende Nederlandse verzetsgroepen binnen te dringen, waaronder de groep van Tobben. Geallieerde soldaten werden zogenaamd naar Engeland geholpen en de aankomst werd door de BBC of Radio Oranje bevestigd. Het was voor de Duitsers een koud kunstje om door zich voor te doen als een geheim agent te vragen om een bevestigingsbericht. In werkelijkheid kwamen de personen die de groep van Tobben naar Engeland overbracht daar nooit aan, maar werden door de Duitsers gearresteerd en doorgezonden naar de concentratiekampen.
Samen met vijf piloten werden Tobben en Gulikers op 6 augustus 1943 gevangen genomen in Apeldoorn. Zij werden eerst overgebracht naar het kantoor van de Sicherheitspolizei in Scheveningen en vervolgens naar Kamp Haaren in Noord-Brabant. Daar zaten veel meer betrokkenen van het Englandspiel gevangen. Zijn vrouw dook onder in Grubbenvorst, samen met een Joods jongetje dat bij hen in huis woonde.
Gulikers slaagde er in uit de gevangenis een briefje naar zijn vrouw te smokkelen waaruit zij kon opmaken dat alles volkomen fout was gegaan. Zijn vrouw had echter vanuit Londen al bericht - een bericht waar de Duitsers de hand in hadden - ontvangen dat Tobben en hij veilig waren aangekomen. Er werd een waarschuwing naar Londen gestuurd dat er stront aan de knikker was, maar de waarschuwing werd in Engeland totaal niet serieus genomen. Daar werd het pas duidelijk dat er iets volkomen mis was gegaan toen twee gedropte agenten in augustus 1943 uit Haaren wisten te ontsnappen en Zwitserland bereikten.
Gulikers zelf werd opgesloten in Kamp Vught en vervolgens naar Duitsland op transport gezet. Tobben overleed in het Duitse Hamelen een maand voordat de Amerikanen die plek innamen. Na de oorlog ontving Gulikers verschillende internationale onderscheidingen, waaronder de Medal of Freedom.